# Godfrey Khotso Mokoena
Godfrey Khotso Mokoena, född den 6 mars 1985 Heidelberg, Sydafrika är en sydafrikansk friidrottare som tävlar i längdhopp och tresteg. 
Mokoena slog igenom vid VM för juniorer 2004 där han vann guld i tresteg och silver i längdhopp. Han deltog även vid Olympiska sommarspelen 2004 i Aten där han inte tog sig vidare till finalen i tresteg. Han deltog även vid VM 2005 i Helsingfors men tog sig inte heller där vidare till finalen. 
Hans första stora merit som senior kom vid Samväldesspelen 2006 där han blev silvermedaljör i tresteg och fyra i längdhopp. 2007 var han med på VM i Osaka där han blev femma i längdhopp. 
Säsongen 2008 inledde han med att vinna guld på inomhus VM i Valencia. Utomhus deltog han vid Olympiska sommarspelen 2008 där han blev silvermedaljör.
Under 2009 deltog han vid VM i Berlin där han slutade på andra plats bakom Dwight Phillips efter ett hopp på 8,47 meter.

## Personliga rekord
- Längdhopp - 8,50 meter
- Tresteg - 17,25 meter
- Höjdhopp - 2,10 meter